# 28169 Cathconte
28169 Cathconte este un asteroid din centura principală de asteroizi.

## Descriere
28169 Cathconte este un asteroid din centura principală de asteroizi. A fost descoperit pe 10 noiembrie 1998 la Socorro, New Mexico, în cadrul proiectului LINEAR. Asteroidul prezintă o orbită caracterizată de o semiaxă mare de 2,27 ua, o excentricitate de 0,19 și o înclinație de 4,3° în raport cu ecliptica.